# Света-Хелена (Крижевці)
46°05′ пн. ш. 16°31′ сх. д. / 46.08° пн. ш. 16.52° сх. д.
Света-Хелена (хорв. Sveta Helena) — населений пункт у Хорватії, в Копривницько-Крижевецькій жупанії у складі міста Крижевці.

## Населення
Населення за даними перепису 2011 року становило 309 осіб.
Динаміка чисельності населення поселення: